# Thomas Bishop
Thomas Bishop (Leeds, 9 luglio 1991) è un triatleta britannico.

## Carriera
Ha vinto la medaglia d'argento ai mondiali di triathlon del 2010 - categoria Junior.

## Juniores
Nel 2008 si è classificato 7º assoluto agli europei di duathlon - categoria Junior. Nello stesso anno ha vinto la gara di coppa europa di Holten e si è classificato 24 ai mondiali di duathlon di Rimini.
Nel 2009 si è classificato 21º assoluto agli europei di duathlon che si sono svolti a Budapest.
Nel 2010 vince la medaglia di bronzo agli europei di duathlon di Nancy. Giunge 4º al traguardo ai campionati europei di triathlon di Athlone, a 3" dalla medaglia di bronzo e a meno di 30" dall'oro. Ai mondiali di Budapest giunge 2º al traguardo a 2" dal neocampione del mondo, lo spagnolo Fernando Alarza.